# Église Saint-Joseph de Bruay-la-Buissière
L'église Saint-Joseph est une église catholique de l'ancienne commune de Bruay-en-Artois, aujourd'hui partie de Bruay-la-Buissière dans le Pas-de-Calais. Dédiée à saint Joseph, elle dépend de la paroisse Saints-Pierre-et-Paul-en-Bruaysis du diocèse d'Arras.

## Histoire
De 1855 à 1913, la population de Bruay passe de 700 à 18 000 habitants. La première pierre de l'église est posée en 1913 par la Compagnie des mines de Bruay. L'église est prévue pour desservir les cités des fosses n° 6, n° 6 bis et n° 6 ter, dites d'Hallicourt, (les deux premières ouvertes en 1913, le dernier puits ouvert en 1915), la fosse n° 6 étant située à 200 mètres de l'église qui se trouve à la cité des Fleurs. Mais les travaux sont interrompus par le début de la guerre de 1914-1918 et ne sont repris qu'après la guerre selon les plans de l'architecte Paul Degez. Elle est bénie et inaugurée le 8 octobre 1922 par Mgr Julien. Le 20 septembre 1940, un avion allemand lâche des bombes sur la fosse, entraînant un effet de poussier et faisant trente-quatre victimes brûlées vives. En 1992, les anciens vitraux de l'église de la Clarence démolie ont été transférés à Saint-Joseph; ils représentent les quatre Évangélistes et la tragédie minière survenue à La Clarence en 1912. Ils témoignent ainsi de l'hommage due aux victimes des catastrophes minières en général.
La cité de corons 16-3, son école, l'église Saint-Joseph, la cité de corons des Fleurs, ainsi que les terrils nos 2 et 3, ont été classés le 30 juin 2012 au patrimoine mondial de l'Unesco.
La messe dominicale y est célébrée une fois par mois à 10 heures.

## Description
L'église néo-gothique de briques à encorbellements de pierre dans le style régional présente un clocher au-dessus de la façade coiffé d'une haute flèche d'ardoises et un porche en pointe. Elle est en plan de croix latine.